# Katedrála svatého Jana Křtitele (Trnava)

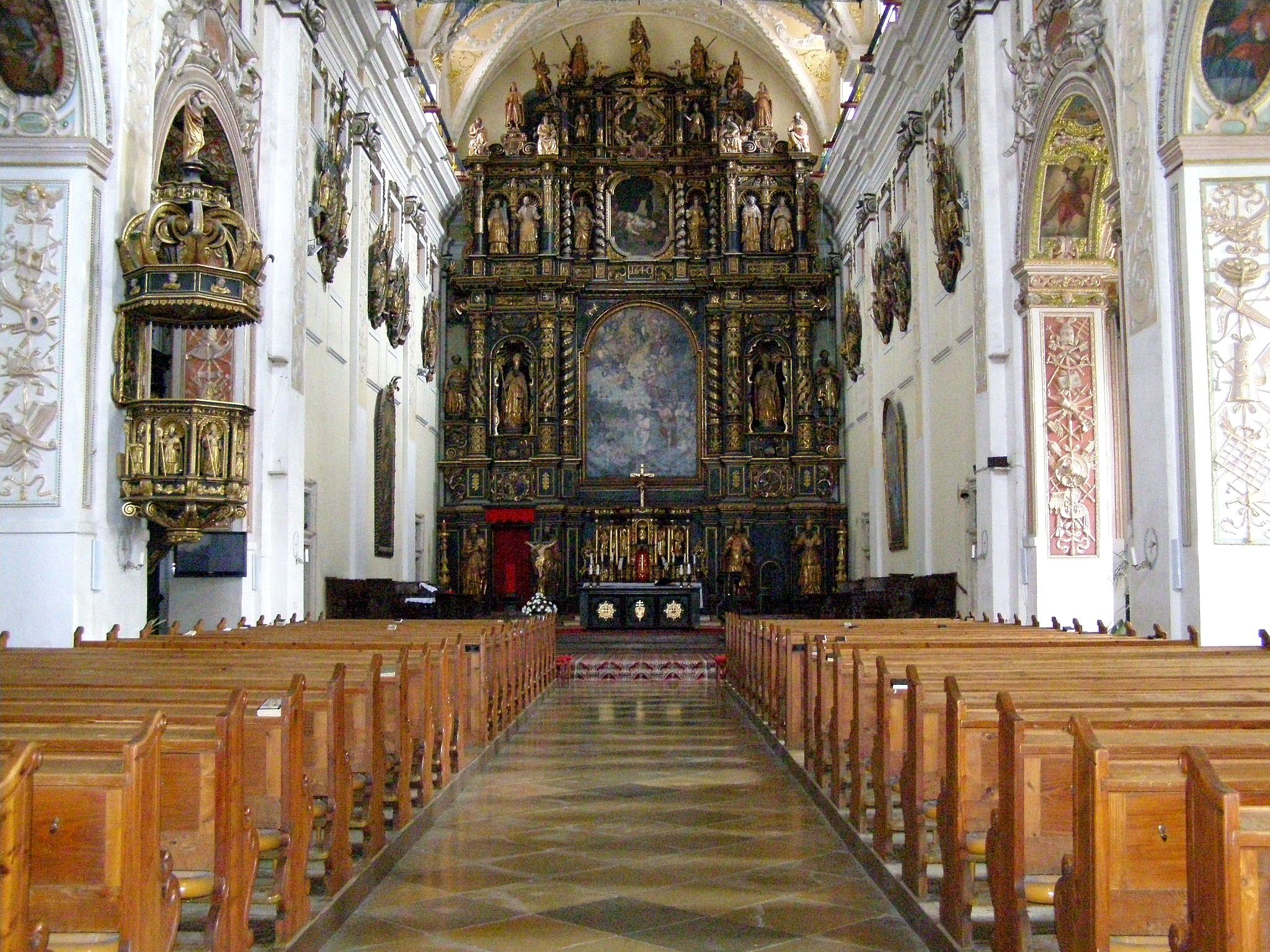
Interiér katedrály

Katedrála sv. Jana Křtitele (slovensky Katedrálny chrám svätého Jána Krstiteľa) je kulturní památka v Trnavě na Slovensku. Je to první čistě barokní kostel na území dnešního Slovenska, katedrální kostel arcidiecéze trnavské.
Původně tvořil součást univerzitních budov Trnavské univerzity. Výstavbu financoval Mikuláš Esterházy a stavbu dokončili italští architekti Antonio a Petr Spazzovi v roce 1629. V západním průčelí katedrály jsou v nikách čtyři sochy. Nalevo od hlavního vstupu jsou to rodiče Panny Marie svatý Jáchym se svatou Annou a napravo rodiče Jana Křtitele svatá Alžběta a svatý Zachariáš. Na vstupním portálu je v horní části mezi dvěma sedícími anděly erb rodu Esterházyů. Po stranách portálu jsou korintské sloupy. Na průčelí je také latinský nápis připomínající donátora katedrály: DIVO IOANNI BAPTISTAE P. D. S. COMES NICOLAUS EZTERHAZI R. H. PAL. (Svatému Janu Křtiteli hrabě Mikuláš Esterházi palatin Uherského království). Na jižní stěně podél ulice jsou pak sochy apoštolů Judy Tadeáše, Jana, Matěje a Barnabáše.
Stavba je dlouhá 61 metrů, široká 28,1 metrů a vnitřní výška kleneb je 20,3 metru. Na stropě hlavní lodi jsou vymalovány čtyři obrazy ze života Jana Křtitele (Jan Křtitel na Herodesově dvoře, ve vězení, stětí a odevzdání jeho uťaté hlavy Salome.
V kryptě katedrály jsou pohřbeni čtyři členové rodu Esterházyů, kteří padli v boji proti Turkům 26. srpna 1652 u Vozokan, asi 60 km východně odtud. Jedná se o jednolodní kostel. Hlavní prostor zaklenují valené klenby s lunetami. Po obou stranách lodě je křížová klenba.
Dominantou interiéru je dřevěný raně barokní hlavní oltář vysoký 20,3 a široký 14,8 metru. V letech 1637–1640 jej vytvořilo několik sochařů, řezbářů a pozlacovačů, z nichž jsou dnes známi Baltazar Knilling z Vídně, Vít Knoch a Trnavčan Vít Stadler s pomocníky Ferdinandem z Cífera a Kristianem Knerrem. Oltář zdobí tři obrazy. Na nejvyšším a nejmenším je vyobrazena Panna Marie na návštěvě u svaté Anny, pod ním pak narození Jana Křtitele a na hlavním a největším obraze je křest Krista v řece Jordán. Na celém oltáři je asi 29 dřevěných polychromovaných soch.
Malířská a štukatérská výzdoba pochází z ruk Italů: G. B. Rossa, G. Torniniho a P. Contiho. Část stropních maleb je do vídeňského malíře J. Grubera z období okolo roku 1700.
V roce 1977 papež Pavel VI. ustanovil Trnavu za sídlo tehdejší arcidiecéze. V prosinci 1978 byl chrám ustanovený za katedrální papežem Janem Pavlem II., který toto místo navštívil 11. září 2003. Na paměť této návštěvy byla před katedrálou 16. října 2005 za přítomnosti papežského nuncia Henryka Nowackého odhalena bronzová socha papeže poutníka. Sochu v nadživotní velikosti na náklady města vytvořil sochař Anton Gábrik za 1,5 milionu slovenských korun (cca 49 800 eur).
Zajímavostí jsou podzemní katakomby s hroby. Arcibiskup Róbert Bezák v roce 2011 zpřístupnil katedrálu pro koncert folkové kapely, jako kulturní prostor na kontakt s mládeží.

## Galerie

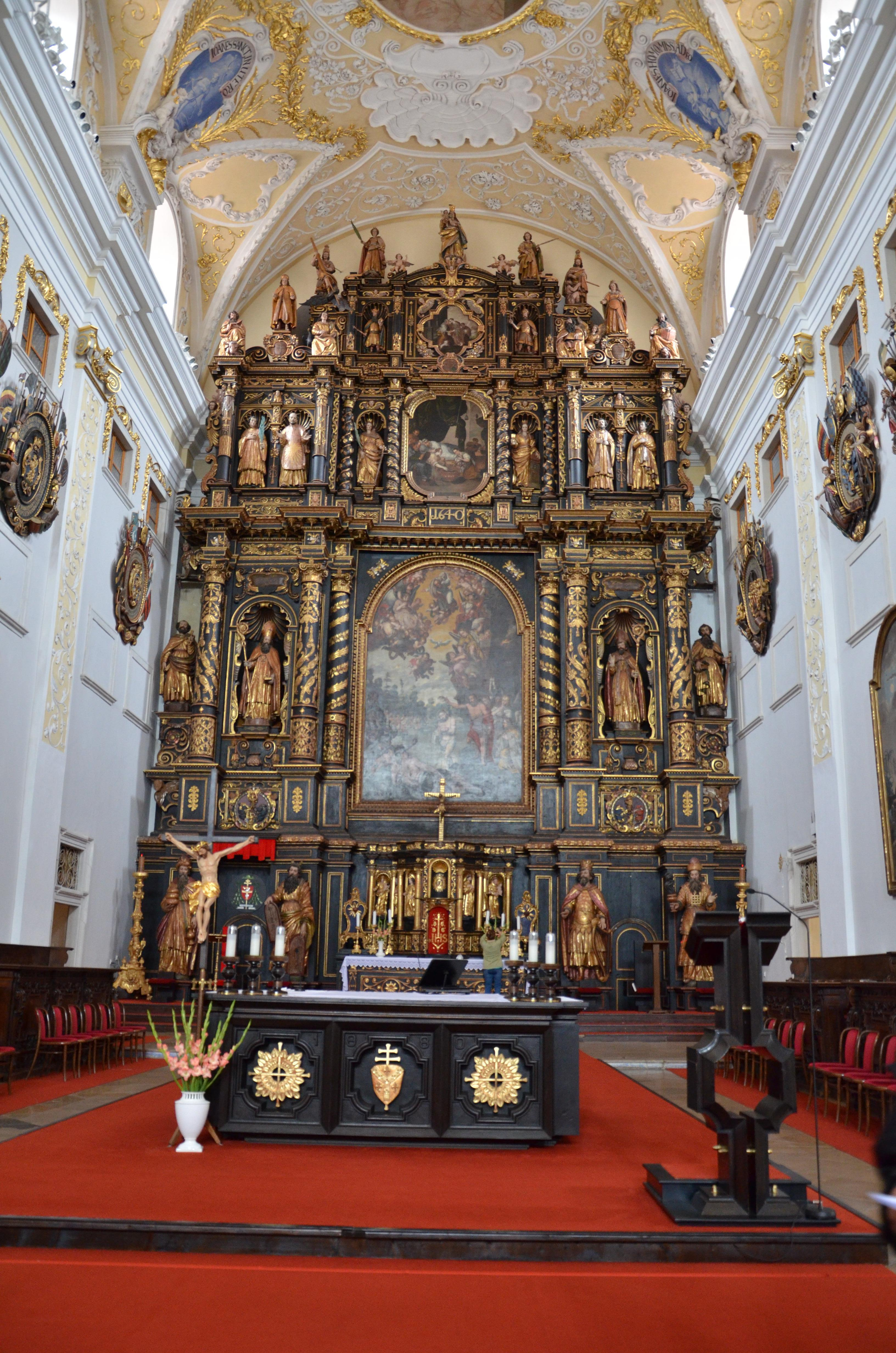
Hlavní oltář
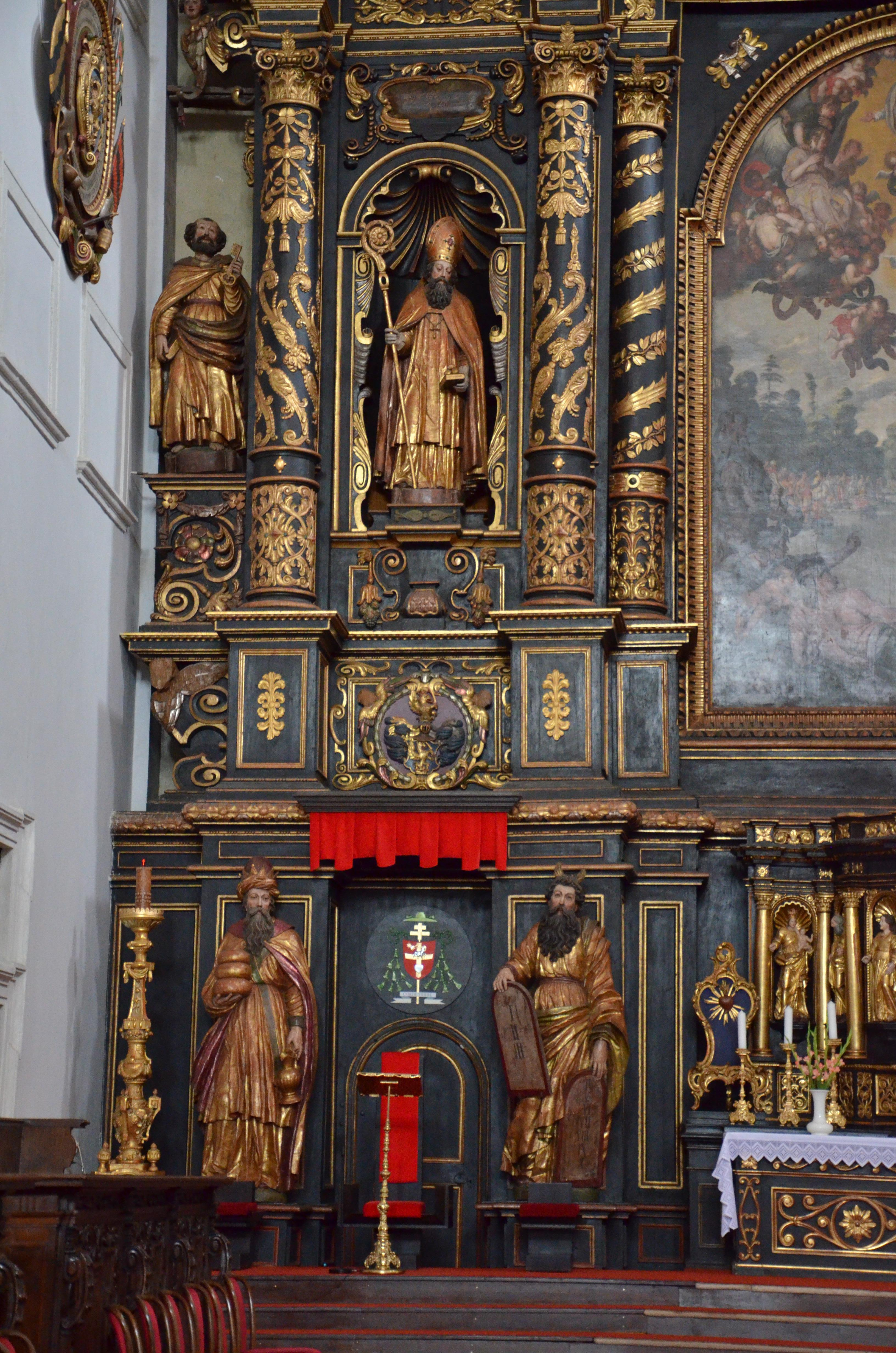
Hlavní oltář, detail
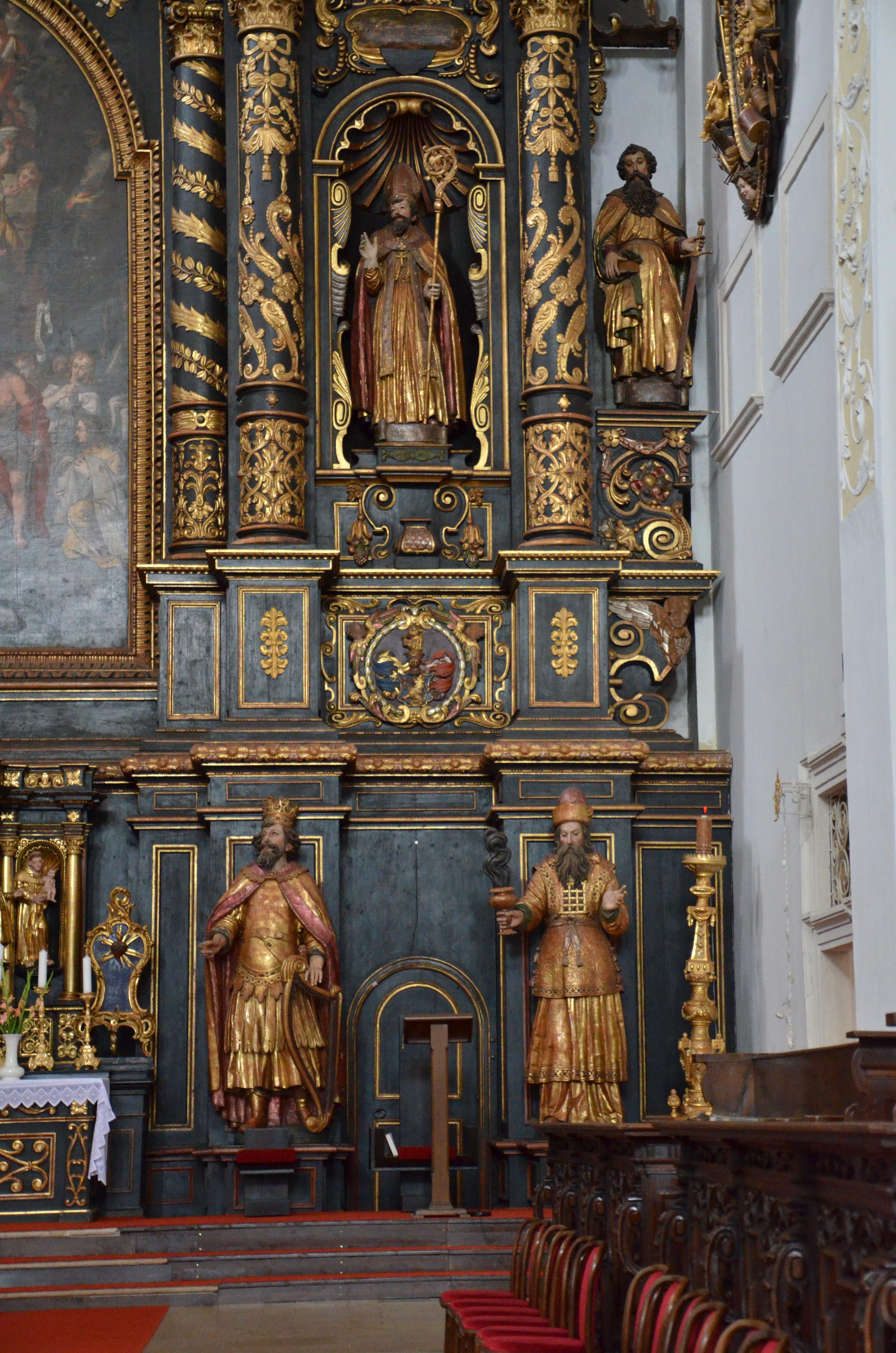
Hlavní oltář, detail
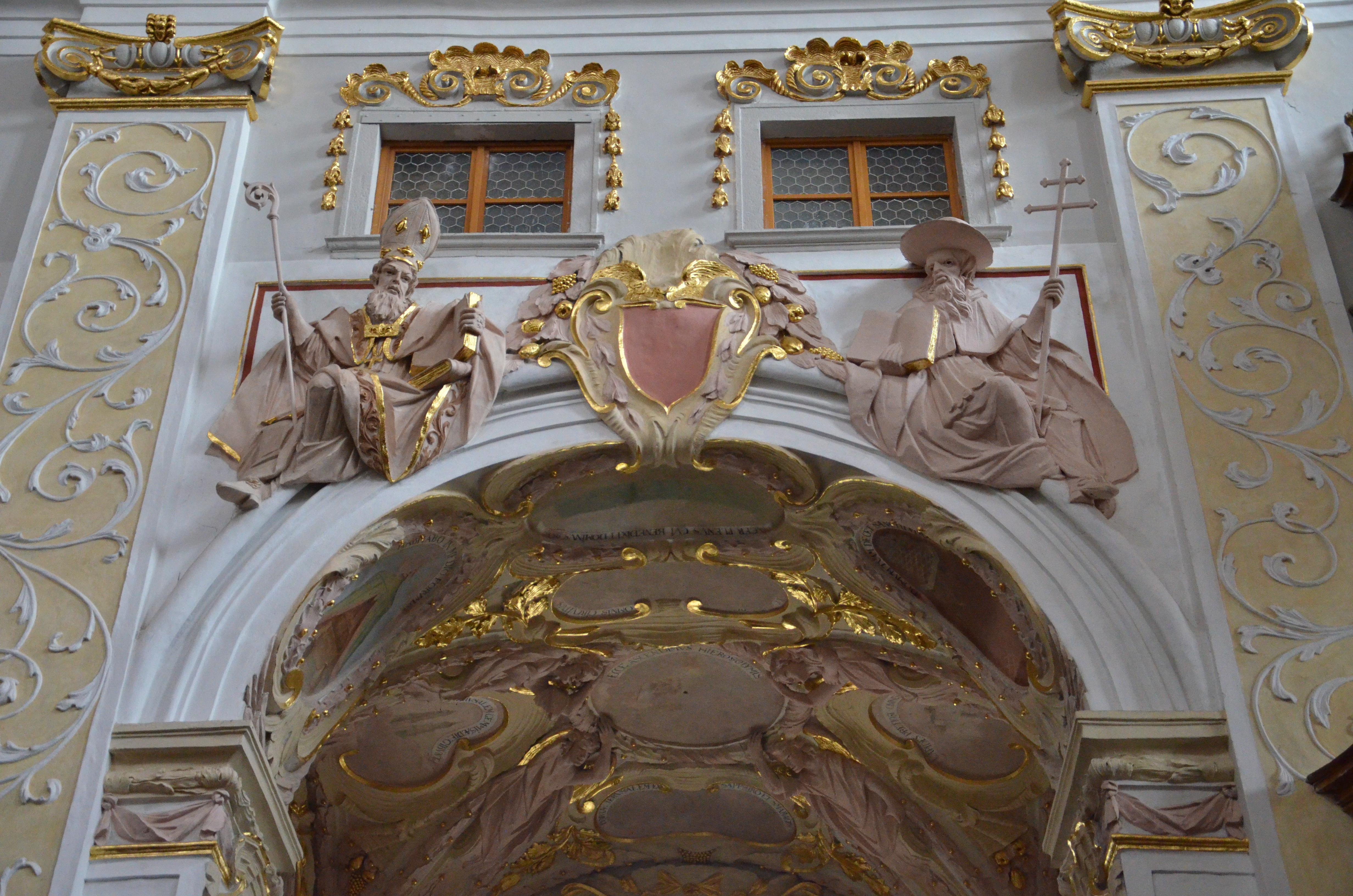
Sochy v zadní části
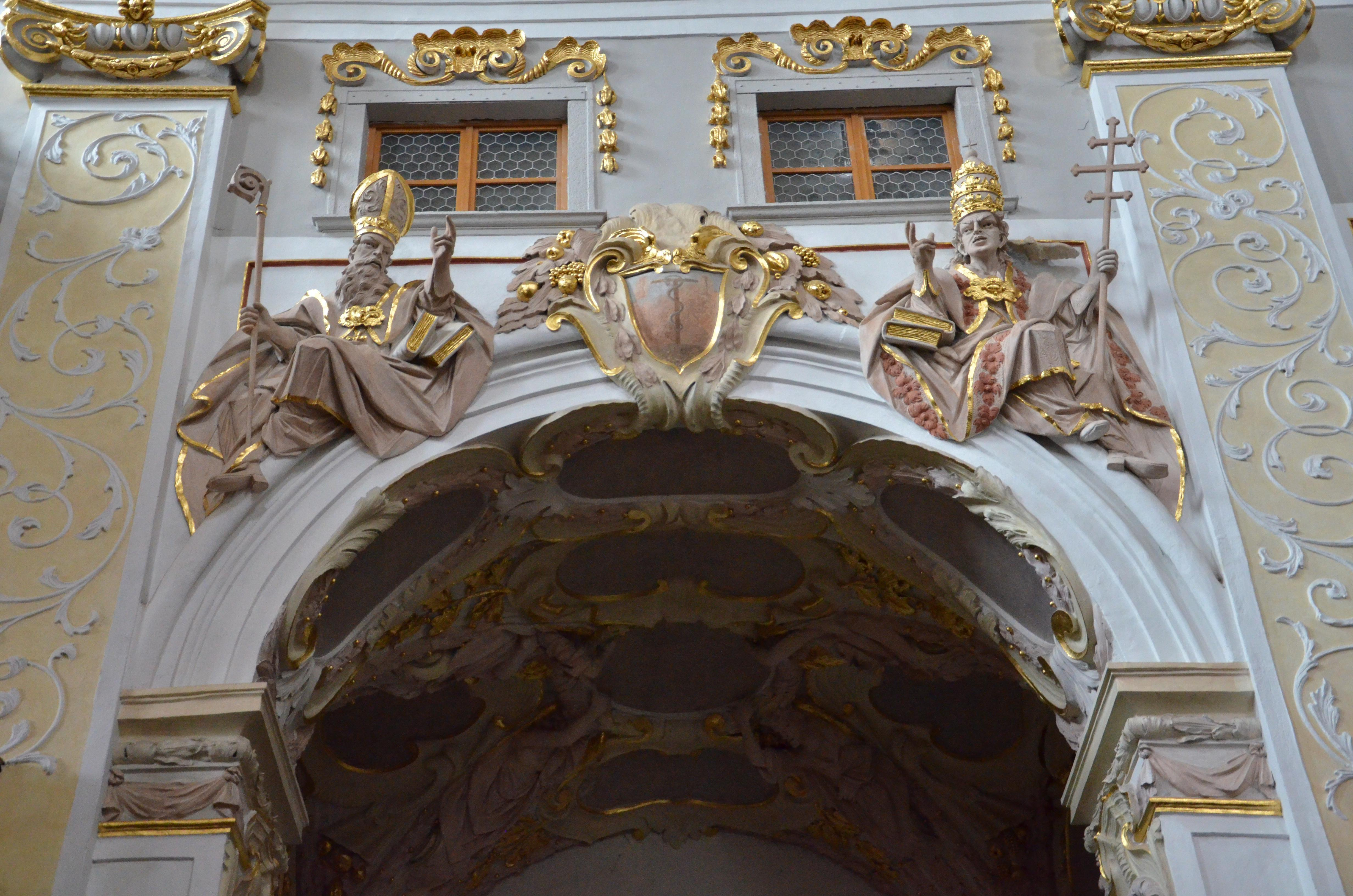
Sochy v zadní části